# جاني إل ويجز
جاني إل ويجز (بالإنجليزية: Janey L. Wiggs)‏ هي أستاذة في بول أوستن تشاندلر لطب العيون ونائبة رئيس البحث السريري في طب العيون في كلية الطب بجامعة هارفارد.

## الحياة الشخصية والتعليم
ولدت ويجزمن الوالدين دولوريس راي وراسيل إل ويجز جونيور في واشنطن العاصمة.
استلهمت ويجز من معلم في المدرسة الثانوية التركيز على كل من علم الأحياء والكيمياء. عندما كانت طالبة في جامعة كاليفورنيا في بيركلي، كانت ترغب في الأصل في التخصص في الهندسة الكيميائية حتى اكتشفت أوبرون لاك في فصل علم الأحياء.بعد حصولها على الدكتوراه في الكيمياء الحيوية من جامعة كاليفورنيا في بيركلي، حصلت ويجز على منحة بيرل ومارتن سيلفرشتاين الأكاديمية في العلوم والتكنولوجيا الصحية لحضور كلية الطب بجامعة هارفارد.
بعد ذلك، تزوجت من إريك ستيفن شرايبر في حفل يهودي  قبل الطلاق والزواج من زوجها الثاني روبرت داماتو.

## الحياة المهنية
في عام 1988، نشرت ويجز وباحثون آخرون مقالة بعنوان «التنبؤ بخطر الإصابة بالورم الأرومي الشبكي الوراثي، باستخدام تعدد أشكال الحمض النووي داخل جين الورم الأرومي الشبكي» بهدف تحديد الجين المسبب للورم الأرومي الشبكي. بعد ذلك بوقت قصير انضمت إلى مستشفى ماساتشوستس للعيون والأذن في عام 1992 وأصبحت في النهاية المدير المشارك لمركز HMS طب عيون الجلوكوما للتميز ومدير مختبر الاختبارات الجينية.
في عام 2015، حققت ويجز اكتشافات كبيرة وحصلت على ترقيات في مهنتها.فقد تمت ترقيتها إلى أستاذ بول أوستن تشاندلر لطب العيون بجامعة هارفارد، وتم إدخالها في أكاديمية طب العيون الدولية لأبحاثها حول الجلوكوما. بصفتها باحثًا رئيسيًا في قاعدة البيانات التشغيلية الشاملة القابلة للتوريث في التعاون الوراثي البشري NEI Glaucoma (NEIGHBORHOOD)، كانت ويجز المؤلف الرئيسي للمقال، «يحدد تحليل الارتباط على مستوى الجينوم TXNRD2 و ATXN2 و FOXC1 كمواضع حساسية للزرق الأساسي مفتوح الزاوية» والذي حدد ثلاثة جينات تساهم في الزرق الأساسي مفتوح الزاوية. استخدمت ويجز وفريقها البحثي أيضًا اتحاد NEIGHBORHOOD لدراسة جينات الجلوكوما.
لقد جمعوا كونسورتيوم جمع أكثر من 5000 عينة من مرضى الجلوكوما بزاوية مفتوحة الأولية، بالإضافة إلى 30.000 عينة تحكم لمحاولة تضييق الجينات التي تلعب دورًا في العديد من أشكال الجلوكوما.
وهي تدرس أيضًا المسببات الوراثية لأشكال الجلوكوما المبكرة والبالغين وهي عضو مؤسس في الاتحاد الدولي لعلم وراثة الجلوكوما.
في عام 2018، حصلت ويجز على جائزة دكتور ديفيد إل إبستين لعام 2018، والتي جاءت مع جائزة بحثية قدرها 100000 دولار. في وقت لاحق، أنتخبت ويجز في الأكاديمية الوطنية للطب لأبحاثها في مجال علم الوراثة العينية.